# Konstanze von Sizilien (1249–1302)

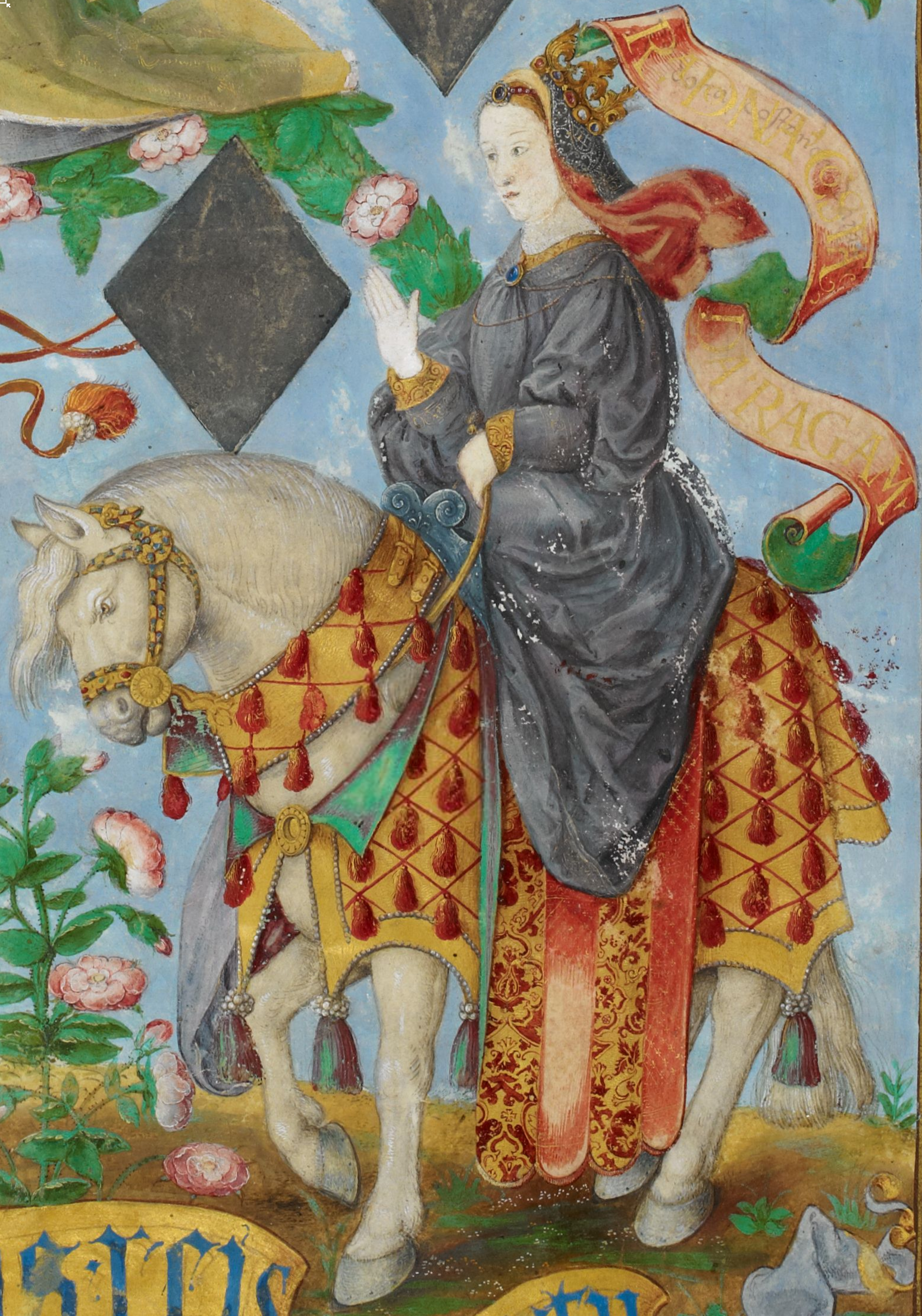
Darstellung Konstanzes aus dem 16. Jahrhundert

Konstanze von Sizilien (* um 1249 in Catania; † 9. April 1302 in Barcelona) aus dem Geschlecht der Staufer war als Gemahlin Peters III. von 1276 bis 1285 Königin von Aragonien und von 1282 bis 1285 Königin von Sizilien.

## Leben

### 1249 bis 1276
Konstanze wurde als einziges Kind des Manfred von Tarent, seit 1258 König von Sizilien, und dessen erster Ehefrau Beatrix von Savoyen geboren. Beatrix von Savoyen hatte bereits aus ihrer ersten Ehe mit Markgraf Manfred III. von Saluzzo einen Sohn – Thomas I. del Vasto – und drei Töchter. Manfred von Sizilien heiratete nach dem Tod von Beatrix die Griechin Helena von Epirus. Aus dieser Ehe stammten fünf Kinder, deren Leben nach dem Tod des Vaters 1266 einen tragischen Verlauf nahm.
Im Juli 1260 entsandte König Manfred Unterhändler nach Barcelona, um einen Ehevertrag zwischen seiner ältesten Tochter Konstanze und dem aragonesischen Thronfolger Peter auszuhandeln. Da Manfred bereit war, eine gewaltige Mitgift aufzubringen, stimmten König Jakob I. und sein Sohn Peter der Verbindung zu, wobei der Thronfolger ausdrücklich versprechen musste, seine Frau zu lieben und gemäß ihrer staufischen Abstammung zu achten. Dies war für Manfred ein großer diplomatischer Erfolg, da er selbst durch den Vertrag als legitimer Sohn seines Vaters Kaiser Friedrich II. und als rechtmäßiger König von Sizilien anerkannt wurde. Aber auch für die aragonesische Seite war der Vertrag bedeutend. Das Haus Aragón brauchte einerseits einen starken Partner, um im Mittelmeerraum zu expandieren, andererseits benötigte es einen Verbündeten gegen den französischen König und den Papst, die beide den Besitzstand der Krone Aragóns im heutigen Südfrankreich bedrohten. Der Papst Urban IV. betrachtete das Bündnis zwischen Sizilien und Aragonien als politische Gefahr für den Kirchenstaat. Er forderte deshalb Jakob I. auf, seinen Sohn nicht mit – der seiner Meinung nach illegitimen – Konstanze zu verheiraten.
Trotzdem brach Konstanze im Frühjahr 1262 mit ihrem Hofstaat nach Aragonien auf. Sie traf ihren zukünftigen Ehemann erst in Montpellier, wo bereits am 13. Juni 1262 die Hochzeit stattfand. Als Morgengabe übertrug Peter seiner Frau die Stadt Gerona und die alte Königsburg von Collioure in den Pyrenäen mit allen Rechten und Besitzungen. Die aus politischen Gründen arrangierte Ehe entwickelte sich zu einer glücklichen Partnerschaft. Peter liebte seine schöne, ausgeglichene und kluge Frau und vertraute ihr uneingeschränkt in politischen Dingen. Ebenso schätzte Konstanze ihren Mann.
Papst Clemens IV., der Nachfolger Urbans IV., verbündete sich mit Karl I. von Anjou, dem jüngeren Bruder des französischen Königs Ludwig IX., den er mit Sizilien belehnte, mit der gleichzeitigen Aufforderung, die Herrschaft König Manfreds zu beenden. Am 26. Februar 1266 besiegten die Franzosen in der Schlacht bei Benevent das sizilianische Heer, Manfred fiel in der Schlacht und die Truppen Karls besetzten das Königreich Sizilien. Manfreds Witwe und deren Kinder fanden keine Gnade vor dem Sieger, der den Aufruf des Papstes zur Ausrottung der Staufer erbarmungslos umsetzte. Deshalb bot Konstanze sofort allen staufischen Familienangehörigen und Parteigängern Zuflucht an ihren Hof an. So gelang es ihrer Tante Konstanze, dem ehemaligen Leibarzt Friedrichs II. Johannes von Procida, Angehörigen der Familie Lancia und Konrad von Antiochia, einem Enkel Friedrichs II., nach Aragonien zu flüchten. Nachdem auf Befehl Karls der Staufer Konradin am 29. Oktober 1268 in Neapel öffentlich hingerichtet worden war, begann Konstanze zielstrebig ihren Hof zum Sammelpunkt der staufischen Opposition auszubauen.

### 1276 bis 1285
Jakob I. verstarb am 27. Juli 1276 und Peter III. wurde König von Aragonien. Er begann unter der Einflussnahme seiner Frau Aufstände gegen das Anjou-Regime in Sizilien zu unterstützen. Nach dem Tod des moderaten Papstes Nikolaus III. († 1280), der zwischen den Parteigängern der Staufer und denen der Anjou zu vermitteln versuchte, drängte dessen Nachfolger Martin IV. Karl von Anjou zu härteren Maßnahmen gegen die „sizilianische Partei“. Daraufhin erhob sich im März 1282 die Bevölkerung der Insel Sizilien gegen Karls Gewaltherrschaft.
Die Aufständischen dachten zunächst nicht daran, statt der Franzosen die Aragonesen nach Sizilien zu holen. Die sizilianischen Adligen befürchten jedoch nach den Massakern an den Franzosen, dass Karl von Anjou einen Rachefeldzug veranlassen würde. Aus diesem Grund forderten sie Peter III. auf, König von Sizilien zu werden, das Land neu zu ordnen und die Bevölkerung Siziliens zu schützen. Daraufhin brach der König von Aragonien – begleitet von Konstanzes Verwandtem Konrad von Antiochia († 1301) – mit seiner Armada nach Sizilien auf, wo er am 28. August 1282 landete und wenig später zum König von Sizilien gekrönt wurde. Martin IV. exkommunizierte daraufhin Peter III.
Konstanze hatte ihren Mann nicht nach Sizilien begleitet, da dieser sie während seiner Abwesenheit als Regentin in Aragonien brauchte. Doch bereits im März 1283 gestattete er ihr und ihren jüngeren Kindern, ihm nach Sizilien zu folgen. Die beliebte Stauferin wurde vor ihrer Abreise unter großer Anteilnahme der Bevölkerung verabschiedet. So strömten unzählige Adlige und einfache Bürger in den Hafen von Barcelona, um ihre Königin zu verabschieden und ihren Segen zu erhalten. Anfang April 1283 kamen die Aragonesen in Palermo an. Die Bevölkerung bereitete Konstanze einen triumphalen Empfang, wenig später wurde sie zur Königin von Sizilien gekrönt. Doch inzwischen hatten Karl von Anjou und sein Neffe, der französische König Philipp III., einen als Kreuzzug deklarierten Feldzug gegen den exkommunizierten Peter III. eingeleitet. Papst Martin IV. bot sogar Philipp III. an, dessen jüngeren Sohn Karl von Valois mit dem Königreich Aragón und der Grafschaft Barcelona zu belehnen. Allerdings widersetzte sich der Thronerbe, der spätere Philipp IV., diesen Plänen. Er bemühte sich, den Konflikt mit seinem Onkel Peter III. zu entschärfen.
Ehe er nach Aragonien zurückkehrte, berief Peter III. am 25. April 1283 das Parlament ein, welches Konstanzes Ernennung zur Statthalterin und Johannes von Procidas Berufung zum Großkanzler Siziliens bestätigte. Ebenso wurde der Verbleib des zweitältesten Sohnes Jakob in Sizilien beschlossen. Konstanze regierte entschlossen und tatkräftig. Sie versuchte außerdem ihre Anhänger zu überzeugen, die ehemaligen staufischen Provinzen Apulien, Kalabrien und Kampanien zurückzugewinnen. So zögerte die Königin nicht, dem Hilferuf kalabrischer Städte zu folgen und die „Stiefelspitze“ der Italienischen Halbinsel zu erobern. Ebenso wehrte sie einige Versuche der Franzosen ab, die Insel Sizilien militärisch zu besetzen. Schließlich besiegte der Admiral Ruggiero di Lauria, ein langjähriger Parteigänger der Staufer, in einer Seeschlacht im Golf von Neapel die Flotte Karls. Dabei geriet Karls Sohn, Karl der Lahme, in sizilianische Gefangenschaft. Viele staufische Parteigänger forderten die sofortige Hinrichtung Karls des Lahmen als Vergeltung für den Tod Konradins, aber Konstanze widersetzte sich diesem Ansinnen. Stattdessen bot sie ihrem Feind Karl von Anjou an, dessen Sohn gegen ihre Halbschwester Beatrice auszutauschen.
Karl von Anjou stimmte dem Vorschlag Konstanzes zu und Beatrice wurde noch 1284 nach Messina gebracht, wo sie einen triumphalen Empfang erhielt und ihre Schwester traf. Es gilt heute als gesichert, dass Konstanze nichts vom grausamen Schicksal ihrer Halbbrüder wusste. Nicht bekannt ist, ob sie Karls Desinformationen über den Tod ihrer Brüder vorbehaltlos glaubte oder aus Gründen der aragonesischen Staatsräson das Schicksal ihrer Brüder nicht ergründen ließ, da diese ihre eigene Stellung in Sizilien gefährden würden.
Peter III. starb 1285. Da er den Konflikt mit dem Papst entschärfen wollte, bestimmte er in seinem Testament, dass Sizilien ein päpstliches Lehen war und ist. Daraufhin wurde ihm die päpstliche Absolution erteilt. Außerdem bestimmte Peter die Teilung seines Reiches. Der älteste Sohn Alfons III. sollte ihm in Aragonien folgen, Jakob als der zweitälteste in Sizilien. Konstanze beendete nach dem Tod ihres Mannes ihre Statthalterschaft in Sizilien. Ehe sie nach Aragonien zurückkehrte, traf sie sich in Rom mit dem neuen Papst Honorius IV., den sie um Versöhnung bat. Der ebenfalls um Ausgleich bemühte Papst gewährte ihr „große Ehre und alles, was sie begehrte“.

### 1285 bis 1302

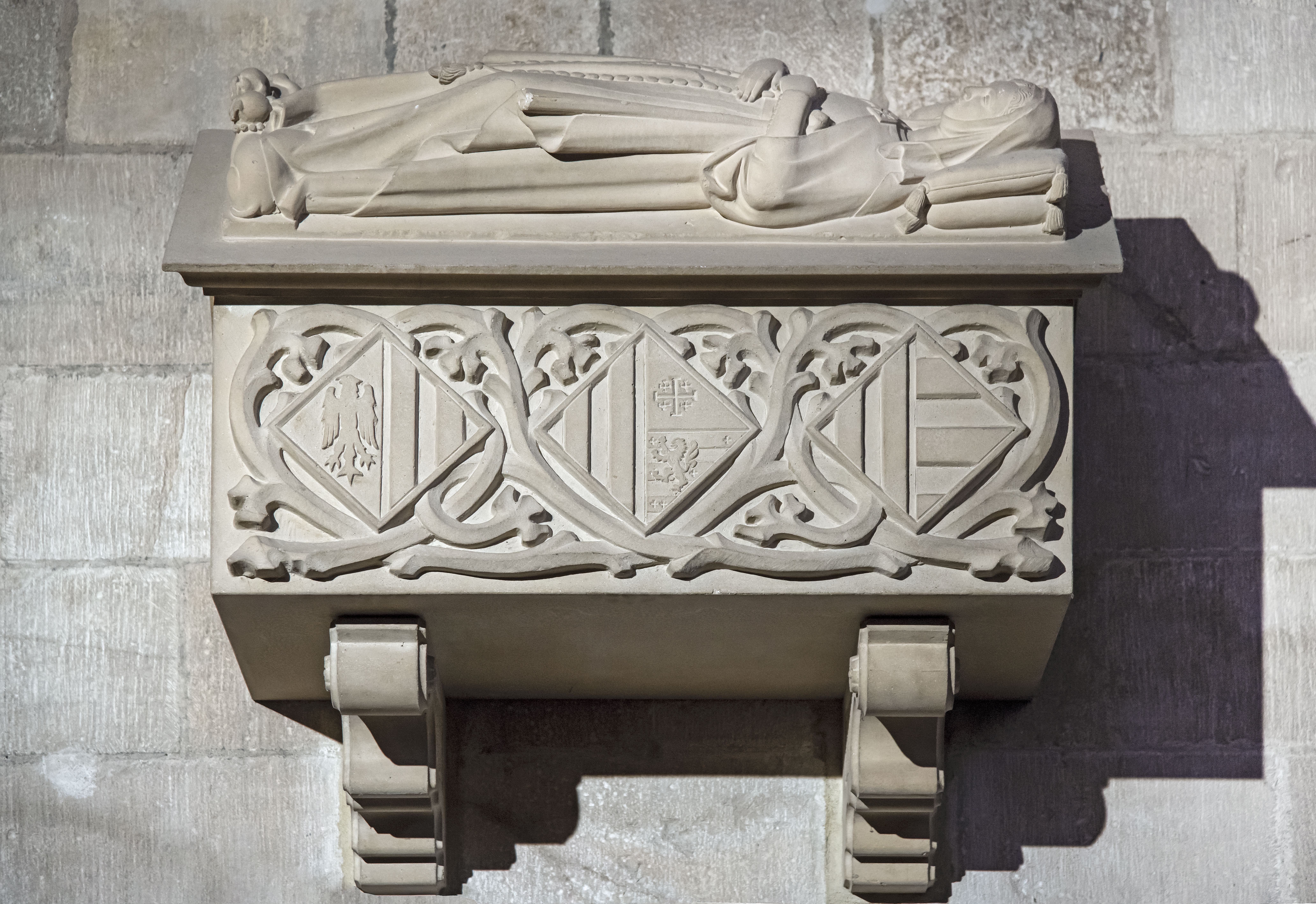
Ihr Grab in der Kathedrale von Barcelona

Alfons III. starb bereits 1291, sein Bruder Jakob II. missachtete das Testament Peters III. und trug fortan wieder beide Kronen. Allerdings war er bereit, um den Frieden mit dem Papst zu erhalten, auf Sizilien zugunsten der Anjou zu verzichten. Die Sizilianer waren aber nicht gewillt, eine erneute Herrschaft der Franzosen zu akzeptieren. Deshalb erhoben 1296 die Sizilianer Peters und Konstanzes jüngsten Sohn Friedrich, der schon einige Jahre als Statthalter in Sizilien amtierte, zum neuen König von Sizilien. Obwohl dieser erst der zweite sizilianische König mit dem Namen Friedrich war, nannte er sich Friedrich III., um eine Verbundenheit zu seinem Urgroßvater Friedrich II. und dessen Politik anzuzeigen.
Trotz der Bedenken seiner Mutter war Friedrich bereit, den alten Konflikt mit dem Papst und den Anjou neu zu entfachen. Die um Versöhnung bemühte Konstanze sah dies mit großer Sorge, besonders nachdem sich ihr Sohn Jakob II. entschlossen hatte, den Anjou im Krieg gegen seinen Bruder Friedrich beizustehen. Um den Krieg zu beenden, stimmte Konstanze 1297 zu, ihre Tochter Yolande (Violante) mit dem Enkel Karls von Anjou, Robert dem Weisen, zu vermählen. Nach dieser Hochzeit begab sich die ehemalige Königin in das Kloster San Francisco (katalanisch: Sant Francesc) in Barcelona, wo sie am 9. April 1302 verstarb und begraben wurde. Nach dem Abriss des Klosters wurde ihr Grab 1835 auf die linke Seite des Hauptaltars der Kathedrale von Barcelona verlegt.
Papst Bonifaz VIII. bestätigte 1302 im Frieden von Caltabellotta die Herrschaft Friedrichs auf Sizilien. Der Vertrag legte fest, dass kein Mitglied des Hauses Aragón über beide Reiche herrschen soll. Das heißt, dass das „Königreich der Insel Sizilien“ oder „Königreich Trinakria“ eine Sekundogenitur der Aragonesen wurde. Die Anjou – de facto Könige von Neapel – durften sich weiterhin als Könige von Sizilien bezeichnen. Die Spaltung des ehemaligen normannischen und staufischen Königreiches dauerte bis 1442, ehe es dem Nachkommen von Peter III. und Konstanze, Alfons V. von Aragonien, gelang, das Königreich Neapel zu besetzen und das „alte Reich“ in nahezu gleichen Grenzen wiederherzustellen.

## Nachkommen
Aus der am 13. Juni 1262 geschlossenen Ehe zwischen Konstanze und Peter III. von Aragonien entstammtem folgende Kinder:
- Alfons III. (1265–1291), König von Aragón
- Jakob II. (1267–1327), König von Aragón
- Isabella (1271–1336), heiliggesprochen 1625 ⚭ 1282 König Dionysius von Portugal
- Friedrich II. (1272–1337), König von Sizilien
- Yolande (Violante) (1273–1302) ⚭ 1297 König Robert der Weise von Neapel

## Vorfahren
|  |                                        |  |  |  |  |  |  |  |  |  |  |  |  |
|  | Kaiser Heinrich VI. (1165–1197)        |  |  |  |  |  |  |  |  |  |  |  |  |
|  |                                        |  |  |  |  |  |  |  |  |  |  |  |  |
|  |                                        |  |  |  |  |  |  |  |  |  |  |  |  |
|  | Kaiser Friedrich II. (1194–1250)       |  |  |  |  |  |  |  |  |  |  |  |  |
|  |                                        |  |  |  |  |  |  |  |  |  |  |  |  |
|  |                                        |  |  |  |  |  |  |  |  |  |  |  |  |
|  | Konstanze von Sizilien (1154–1198)     |  |  |  |  |  |  |  |  |  |  |  |  |
|  |                                        |  |  |  |  |  |  |  |  |  |  |  |  |
|  |                                        |  |  |  |  |  |  |  |  |  |  |  |  |
|  | Manfred von Sizilien (1232–1266)       |  |  |  |  |  |  |  |  |  |  |  |  |
|  |                                        |  |  |  |  |  |  |  |  |  |  |  |  |
|  |                                        |  |  |  |  |  |  |  |  |  |  |  |  |
|  | Bonifacio d'Agliano (?)                |  |  |  |  |  |  |  |  |  |  |  |  |
|  |                                        |  |  |  |  |  |  |  |  |  |  |  |  |
|  |                                        |  |  |  |  |  |  |  |  |  |  |  |  |
|  | Bianca Lancia (* 1200/10; † 1244/46)   |  |  |  |  |  |  |  |  |  |  |  |  |
|  |                                        |  |  |  |  |  |  |  |  |  |  |  |  |
|  |                                        |  |  |  |  |  |  |  |  |  |  |  |  |
|  | Bianca Lancia die Ältere (?)           |  |  |  |  |  |  |  |  |  |  |  |  |
|  |                                        |  |  |  |  |  |  |  |  |  |  |  |  |
|  |                                        |  |  |  |  |  |  |  |  |  |  |  |  |
|  | Konstanze von Sizilien (1249–1302)     |  |  |  |  |  |  |  |  |  |  |  |  |
|  |                                        |  |  |  |  |  |  |  |  |  |  |  |  |
|  |                                        |  |  |  |  |  |  |  |  |  |  |  |  |
|  | Thomas I. von Savoyen (1177–1233)      |  |  |  |  |  |  |  |  |  |  |  |  |
|  |                                        |  |  |  |  |  |  |  |  |  |  |  |  |
|  |                                        |  |  |  |  |  |  |  |  |  |  |  |  |
|  | Amadeus IV. von Savoyen (1197–1253)    |  |  |  |  |  |  |  |  |  |  |  |  |
|  |                                        |  |  |  |  |  |  |  |  |  |  |  |  |
|  |                                        |  |  |  |  |  |  |  |  |  |  |  |  |
|  | Margarete/Beatrix von Genf (1180–1257) |  |  |  |  |  |  |  |  |  |  |  |  |
|  |                                        |  |  |  |  |  |  |  |  |  |  |  |  |
|  |                                        |  |  |  |  |  |  |  |  |  |  |  |  |
|  | Beatrix von Savoyen (um 1223–1257)     |  |  |  |  |  |  |  |  |  |  |  |  |
|  |                                        |  |  |  |  |  |  |  |  |  |  |  |  |
|  |                                        |  |  |  |  |  |  |  |  |  |  |  |  |
|  | Hugo III. von Burgund (1148–1192)      |  |  |  |  |  |  |  |  |  |  |  |  |
|  |                                        |  |  |  |  |  |  |  |  |  |  |  |  |
|  |                                        |  |  |  |  |  |  |  |  |  |  |  |  |
|  | Anna von Burgund (1192–1243)           |  |  |  |  |  |  |  |  |  |  |  |  |
|  |                                        |  |  |  |  |  |  |  |  |  |  |  |  |
|  |                                        |  |  |  |  |  |  |  |  |  |  |  |  |
|  | Beatrix von Albon (1161–1228)          |  |  |  |  |  |  |  |  |  |  |  |  |
|  |                                        |  |  |  |  |  |  |  |  |  |  |  |  |
|  |                                        |  |  |  |  |  |  |  |  |  |  |  |  |